# Hepburn (családnév)
A Hepburn angol, skót családnév. Észak-Angliába, a skót határ közelébe való név. Jelentése: a northumberlandi Hebron vagy Hebburn városába való. 2009. december 3-án 1664 Hepburn keresztnevű és 4061 Hepburn családnevű személy élt az Amerikai Egyesült Államokban.

## Híres Hepburn nevű személyek
- Audrey Hepburn (1929–1993) angol-holland származású színésznő
- Barton Hepburn (1906–1955) amerikai színész
- Cassandra Hepburn (1977) amerikai színésznő
- James Hepburn, Bothwell 4. grófja (1537–1578), Stuart Mária skót királynő harmadik férje
- James Curtis Hepburn (1815–1911) amerikai orvos, misszionárius
- Katharine Hepburn (1907–2003) amerikai színésznő